# DAF Rijdende Regenjas
De DAF "Rijdende Regenjas" is een conceptauto, in de oorlogsjaren ontworpen door Hub Van Doorne. Het model is nooit in productie genomen en het enige prototype heeft na de oorlog dienst gedaan als "clown car" bij een kindercircus. Tegenwoordig is het te zien in het DAF museum.

## Ontwerp
Begin jaren 1940 had Hub van Doorne, oprichter en eigenaar van (toen nog) Van Doorne's Aanhangwagenfabriek N.V., het idee om een klein autootje te ontwerpen, als een alternatief voor de fiets voor de oudere verpleegster en fabrieksarbeider. Het autootje moest zo smal zijn dat het in de gang van een gewone woning geparkeerd kon worden. Het resultaat was een eenpersoons driewieler met de bijnaam Rijdende Regenjas. De bronnen spreken elkaar tegen voor wat betreft het bouwjaar van het prototype. Sommige spreken van 1941/1942, andere van 1943.
Het voertuigje werd op het voorwiel aangedreven door een 125 cc, eencilinder motorfietsmotor via een door DAF ontwikkelde hydraulische koppelomvormer.
Het voorwiel kon volledig ronddraaien. Door het 180 graden te draaien, kon het autootje achteruit rijden. Met het voorwiel 90 graden gedraaid, kon de Rijdende Regenjas op zijn plaats draaien.
Het autootje had slechts één deur. Voor het geval het autootje zou omslaan en op de deur zou belanden, werd het autootje voorzien van een vouwdak, dat als nooduitgang kon dienen.
Van Doorne was van plan het autootje na de oorlog in productie te nemen, maar zover is het nooit gekomen.

## kindercircus ’t Hoefke
In 1947 kwam de Rijdende Regenjas in het bezit van kindercircus ’t Hoefke in Deurne. Volgens sommige bronnen werd het autootje aan het circus verkocht, maar dit lijkt onwaarschijnlijk, daar het circus mede op initiatief van van Doorne was opgericht en zijn tweelingdochters Anny en Tiny er optraden met hun paarden. Het is dus waarschijnlijk dat het autootje aan het circus werd geschonken of in bruikleen gegeven.
De Rijdende Regenjas werd gebruikt in een act met de clowns Rits en Rats, ofwel Fried van Moorsel en Piet van Hoof. De clowns werden in deze act achternagezeten door de kleine driewieler, bestuurd door Harrie van der Heijden, de privéchauffeur van Hub van Doorne, of Frans Baarends.

## DAF Museum
In 1957 hield kindercircus ’t Hoefke op te bestaan. De Rijdende Regenjas ging terug naar van Doorne. Het autootje werd gerestaureerd en kwam terecht in het DAF Museum, waar het sindsdien onderdeel uit maakt van de collectie.